# 银门银行
银门银行（英語：Silvergate Bank）是1988年成立于美國加利福尼亚州的銀行，2016年起开始为加密貨幣用户提供服务，并在2019年进行了首次公开募股。2022年11月，在加密货币价格下跌和FTX破产后，人们对银门银行的状况表示担忧。2023年3月，银门银行宣布计划清盘。